# Penschinabusen
Als Penschinabusen (russisch Пе́нжинская губа́/Penschinskaja guba) wird die nordöstliche Einbuchtung eines Hauptarms der großen Schelichow-Bucht bezeichnet, die den Nordostteil des Ochotskischen Meeres im Fernen Osten Russlands bildet.
Der etwa 300 km lange Penschinabusen erstreckt sich zwischen dem Nordteil der Halbinsel Kamtschatka im Osten und der Halbinsel Taigonos im Westen. Durchschnittlich ist die Bucht 65 km breit, zwischen dem Kap Taigonos an der Spitze der gleichnamigen Halbinsel und den gegenüber an der Westküste Kamtschatkas liegenden Kap Dalni und Kap Boschedomowa knapp 100 km. Etwa in der Mitte des Penschinabusens ragen von Osten und Westen Halbinseln weit in die Bucht, so dass ihre Breite hier nur knapp 30 km beträgt. Die Mametschinski-Halbinsel an der Ostküste zwischen dem nördlichen Kap Mamet und dem 30 km entfernten südlichen Kap Wodopadny erhebt sich mit dem Berg Bolschoi Mamet bis auf 990 m über den Meeresspiegel. Die Jelistratow-Halbinsel an der Westseite ist flacher (bis 475 m), aber größer, und hat stärker gegliederte Ufer, denen mehrere Inseln vorgelagert sind. Die maximale Wassertiefe des Penschinabusens beträgt auf Höhe des Kaps Taigonos um 80 m, in einer schmalen Rinne zwischen Mametschinski- und Jelistratow-Halbinsel 125 m.
In den inneren Teil der Bucht münden zwei bedeutende Flüsse, die namensgebende Penschina und wenige Kilometer südlich die Talowka. Weitere in die Bucht mündende Flüsse (von West nach Ost) sind Kengewejem (oder Gorelowka), Talnawajam (oder Aitschan), Ketschitschma, Paren, Tylchoi und Mikina an der Westseite sowie Kuiwiwajam, Rekinniki und Pustaja an der Ostseite.
Der Tidenhub erreicht im Penschinabusen maximale Werte für den gesamten Pazifischen Ozean und seine Nebenmeere: im Durchschnitt werden 9 m, maximal 12,9 m erreicht. Die Bucht friert zwischen Ende Oktober und April zu.
Administrativ gehört das äußerst dünn besiedelte Küstengebiet um den Penschinabusen größtenteils zum Rajon Penschinski der Region Kamtschatka (vor 1. Juli 2007 Autonomer Kreis der Korjaken). Hier liegen die beiden einzigen Ortschaften in der Nähe der Küste des Penschinabusens: Manily mit gut 900 Einwohnern am rechten Ufer der Penschina unweit ihrer Mündung sowie Paren mit weniger als 100 Einwohnern an der Mündung des gleichnamigen, von Nordwesten in die Bucht mündenden Flusses. Die unbewohnte Küste der Halbinsel Taigonos zum Penschinabusen gehört zum Rajon Sewero-Ewenski der Oblast Magadan.
Wegen der starken Gezeiten geriet der Penschinabusen bereits in der sowjetischen Periode als möglicher Standort für ein riesiges Gezeitenkraftwerk ins Blickfeld. Je nach Lage wurde eine mögliche Leistung von bis zu 87 Gigawatt berechnet. Neben technischen Problemen und Kosten verhindert vor allem auch das Fehlen von Infrastruktur und potenziellen Energieabnehmern in diesem Gebiet die Umsetzung eines solchen Projektes.